# Gấu tấn công

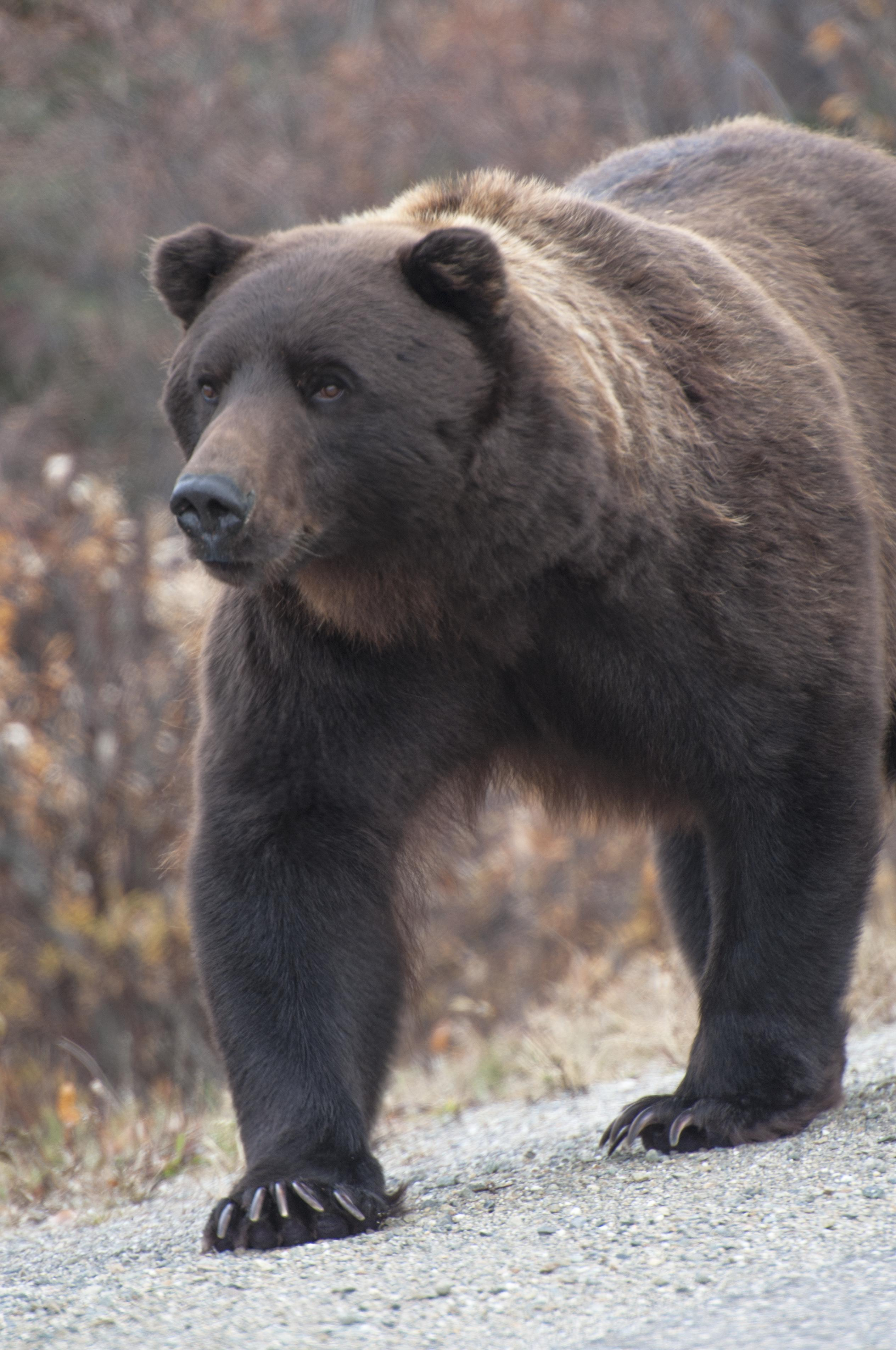
Tuy ít tấn công con người nhưng những vụ việc tấn công do gấu gây ra rất khủng khiếp

Gấu tấn công hay một cuộc tấn công con gấu theo cách hiểu thông dụng là một cuộc tấn công bất kỳ động vật có vú trong họ Gấu vào động vật khác, mặc dù nó thường dùng để chỉ những con gấu tấn công con người và vật nuôi. Các cuộc tấn công con gấu là tương đối hiếm, nhưng đủ để thường xuyên được dư luận quan tâm đối với những người trong môi trường sống của gấu. Những đối tượng chịu các cuộc tấn công có thể gây tử vong là những người thường đi bộ đường dài, việt dã, thợ săn, ngư dân, và những người khác đi bộ vô tình gặp phải gấu, đặc biệt là ở Mỹ, các trường hợp gấu tấn công du khách xảy ra ở những cuộc cắm trại, đi dã ngoại, pic-nic. Những vụ tấn công này còn diễn ra khi gấu tấn công nhắm vào các tay thợ săn trong những cuộc săn gấu.

## Tổng quan
Gấu là những loài động vật có vú thuộc họ với danh pháp khoa học Ursidae. Mặc dù chỉ có 8 loài gấu còn sinh tồn nhưng gấu phân bố khá rộng, xuất hiện trong các môi trường sống đa dạng tại Bắc bán cầu, một phần tại Nam bán cầu. Gấu được tìm thấy tại các châu lục và lục địa như Bắc Mỹ, Nam Mỹ, châu Âu và châu Á. Đây là loài động vật ăn thịt và ăn tạp (trừ gấu trúc) có kích thước cỡ lớn và lớn nhất trong số những loài động vật có vú. Trong số những con gấu dữ và có kích thước to lớn có thể kể đến là Gấu trắng, Gấu nâu, Gấu xám, Gấu đen, Gấu ngựa, Gấu lợn. Những con gấu tuy có thân hình đồ sộ nhưng lại có tốc độ khá cao và đặc biệt là những cú tát trời giáng, khi một con gấu chiến đấu nó sẽ đè xuống đối thủ của mình xuống bằng bàn chân của nó.
Nhìn chung gấu tấn công người tương đối hiếm. Một báo cáo cho biết đã có 162 con gấu bị thương gây ra tại Hoa Kỳ từ năm 1900 đến năm 1985, trung bình khoảng 2 vụ việc xảy ra một năm, tương tự như vậy, một báo cáo tại Canada chỉ ra rằng trong những năm 1990 có khoảng ba người mỗi năm bị gấu giết chết so với 15 người thiệt mạng mỗi năm bởi những con chó. nhiều báo cáo nhận xét rằng một người có nhiều khả năng bị sét đánh hơn là bị tấn công bởi một con gấu khi ở ngoài trời với khoảng 90 người bị sét đánh mỗi năm Tuy nhiên, với sự gia tăng phá hủy môi trường sống sự tương tác giữa con gấu và con người đã tăng lên và người ta dự báo những cuộc tấn công của gấu sẽ có nguy cơ gia tăng.

## Những loài gấu dữ

### Gấu nâu
Gấu nâu hiếm khi tấn công con người và thường tránh người. Tuy nhiên, không thể đoán trước trong tính khí, và sẽ tấn công nếu họ ngạc nhiên hay cảm thấy bị đe dọa. Ở châu Âu và ở Mỹ, rất hiếm khi gấu nâu giết chết hay gây thương tích cho con người, nhưng đã có một số trường hợp đáng tiếc xảy ra. Không giống như ở Mỹ, nơi trung bình mỗi năm có hai người bị gấu giết chết, Scandinavia chỉ ghi nhận có ba vụ tấn công của gấu gây tử vong trong thế kỷ qua. Ở khu vực Scandinavia trong 100 năm gần đây có 3 trường hợp bị giết chết bởi gấu nâu. Các vụ tấn công xảy ra khi gấu bị thương hay đang nuôi con. Gấu nâu có thể giết chết người chỉ bằng một cú tát của nó. Dự án nghiên cứu gấu Scandinavia liệt kê các tình huống sau như là những mối nguy hiểm tiềm ẩn của gấu với con người:
1. Gặp con gấu đang bị thương

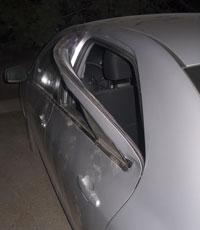
Hiện trường một vụ gấu tấn công

2. Đột ngột xuất hiện giữa con mẹ và các con gấu con
3. Gặp gấu trong hang của nó
4. Gặp gấu bị khiêu khích bởi các con chó

Nếu có việc phải đi trong rừng thì luôn nhớ cầm theo chuông vì thông thường gấu sẽ tránh con người. Nếu gặp chúng, hãy bình tĩnh và đi chậm theo hướng ngược lại với nó, tuyệt đối không nên bỏ chạy vì điều này kích thích gấu tấn công. Quan trọng là không được đe dọa nó hay kêu la. Nếu bị gấu tấn công và không có đường tẩu thoát, hãy nhớ bảo vệ tốt nhất cho đầu mình.
Riêng ở Nhật Bản thỉnh thoảng xuất hiện những con gấu giết người và làm đề tài cho nhiều phim hoạt hình, truyện tranh. Cụ thể như con Gấu quỷ Kesagake ở làng Sankebetsu, Hokkaido (Nhật Bản) vào năm 1915. có một con vô cùng to lớn được gọi là Kesagake. Nó thường tới làng Sankebetsu để ăn trộm ngô, gây nhiều phiền toái nên từng bị người dân bắn thương. Kesagake xuất hiện trở lại để trả thù. Nó xông vào ngôi nhà của vợ chồng nông dân Ota trong lúc chỉ có người vợ và đứa con nhỏ ở nhà. Người phụ nữ cố gắng bảo vệ đứa con nhỏ bằng cách dùng củi xua đuổi con gấu nhưng rốt cuộc lại bị nó kéo vào rừng. Khi dân làng kéo đến, ngôi nhà của Ota đầy vết máu, xác của đứa trẻ sơ sinh bị dẫm nát.
30 người đàn ông trong làng đã quyết định vào rừng săn tìm Kesagake. Họ nhanh chóng tìm thấy và bắn trọng thương nó một lần nữa. Con vật buộc phải chạy trốn và họ tìm thấy xác của người phụ nữ đang bị nó vùi dưới tuyết, phần thi thể chỉ còn một nửa. Sau đó, nó tấn công vào ngôi nhà của nông dân Miyoke - nơi cách xa nhà của Ota. Tất cả mọi người trong gia đình đều bị phanh thây, bao gồm hai trẻ em và một phụ nữ mang thai. Chỉ trong 2 ngày, 6 mạng người đã bị Kesagake giết. Sau hạ gục được Kesagake dân làng mổ bụng, những phần thi thể người vẫn còn nguyên trong dạ dày nhưng dù sao thì một số người trong đoàn săn gấu đã bị con ác thú đẩy xuống sông làm cho chết đuối, một số khác chịu những vết thương nặng và cũng lìa đời sau đó ít ngày.

### Gấu xám

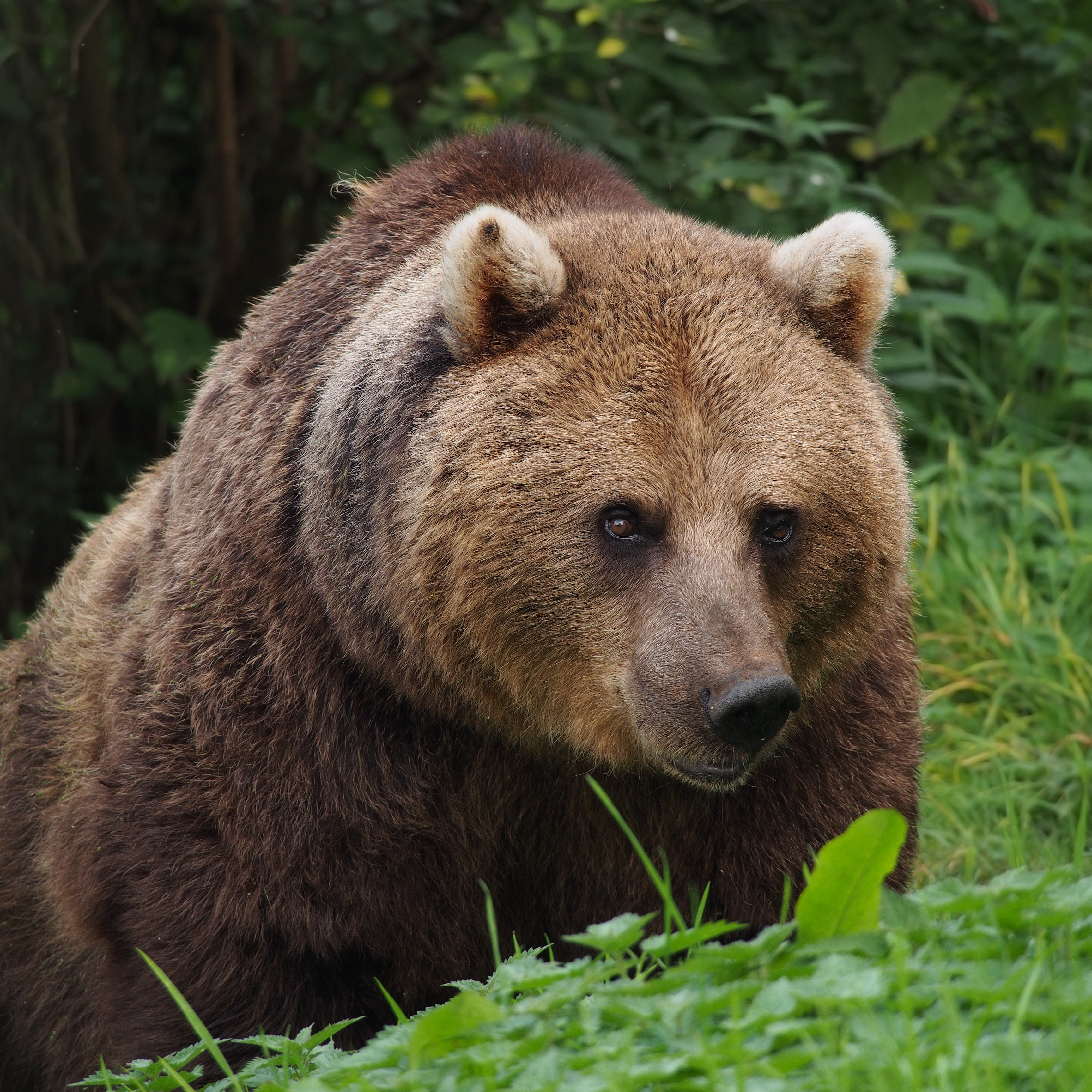
Tuy thân hình cồng kềnh nhưng thực sự gấu chạy rất nhanh

Ngoài ra, có thể các loài gấu khác, chẳng hạn gấu trắng Bắc Cực đã tấn công khi chúng đi kiếm thức ăn và đặc biệt là Gấu xám Bắc Mỹ là loài có trọng lượng trung bình lên đến 1,2 tấn, chiều cao 2,4 m nếu đứng bằng hai chân. Mặc dù trông loài này có vẻ cồng kềnh nhưng chúng có thể chạy với tốc độ lên tới 56 km/h, cùng với tính khí ưa bạo lực khiến nhiều loài khác phải khiếp vía. Gấu xám đặc biệt nguy hiểm vì lực cắn của chúng, được đo ở mức hơn 8 megapixel (1160 psi; 1200 pound). Người ta ước tính rằng một vết cắn từ một con gấu xám thậm chí có thể nghiền nát một quả bóng bowling, đó là chưa kể, gấu xám có thể giết chết người chỉ với một cú vả bằng chân trước.
Gấu xám được coi là hung dữ hơn so với gấu đen Bắc Mỹ khi phòng vệ và bảo vệ con của chúng. Không giống như những con gấu đen nhỏ hơn, những con gấu xám trưởng thành không giỏi leo trèo. Các con gấu mẹ bảo vệ đàn con là những con gấu dễ tấn công người nhất và chịu trách nhiệm cho 70% số người bị giết vì những con gấu xám. Gấu xám thường tránh tiếp xúc với con người. Mặc dù có lợi thế về thể chất rõ ràng, chúng hiếm khi chủ động săn lùng con người. Hầu hết các cuộc tấn công của gấu xám đều xuất phát từ một con gấu đã bị giật mình vì con người ở cự ly quá gần, nhất là khi nó đang ăn hoặc có những con gấu xám cái bảo vệ con.
Sự tương tác giữa con người và gấu ngày càng tăng đã tạo ra "những con gấu có vấn đề" là những con gấu thích nghi với hoạt động hoặc môi trường sống của con người. Những con gấu như vậy được di chuyển hoặc bị giết vì chúng gây ra mối đe dọa cho con người. Chính quyền British Columbia đã giết chết khoảng 50 con gấu mỗi năm và tổng chi hơn một triệu đô la hàng năm để giải quyết những than phiền liên quan đến gấu, di dời gấu và giết chúng. Các chương trình nâng cao nhận thức về gấu đã được tiến triển bởi nhiều thị trấn ở British Columbia, Canada, để giúp ngăn ngừa xung đột với cả gấu đen và gấu xám. Tiền đề chính của các chương trình này là dạy con người quản lý thực phẩm có thể thu hút những con gấu mò tới.
Không giống các loài gấu khác trong họ nhà gấu, gấu xám rất ít khi leo cây do kích thước quá lớn. Vì vậy, đối với những người đi cắm trại ở vùng hoang dã, treo thức ăn giữa các cây ở độ cao không thể tiếp cận được với gấu là một cách thức phổ biến, mặc dù một số con gấu xám có thể trèo lên và lấy thức ăn treo theo những cách khác. Một cách khác để bảo vệ thức ăn là sử dụng hộp cứng đựng thức ăn để ngăn gấu mở ra. Đi du lịch theo nhóm sáu người trở lên có thể làm giảm đáng kể khả năng bị tấn công liên quan đến gấu khi đi bộ đường dài băng qua lãnh địa của loài gấu. Ngoài ra nên mang theo bình xịt có hơi cay rất nồng có thể xua đuổi những con gấu hung dữ nhất. Khi vô tình chạm trán với gấu xám, tuyệt đối không được chạy. Dù có thân hình to lớn, gấu xám có thể chạy nhanh đến 56 km/h. Đừng lo lắng nếu con gấu đứng lên - điều đó thường có nghĩa là nó đang tò mò.
Thay vào đó, cố gắng giữ bình tĩnh, giang rộng cánh tay và nói bằng giọng từ tốn, chậm rãi với nó để gấu tin rằng nó không bị đe dọa. Sau đó, lùi lại từ từ để chứng tỏ đang rút lui và không có dấu hiệu nguy hiểm. Nếu con gấu đi theo, hãy dừng lại và đứng vững. Nếu con gấu đuổi theo, hãy nằm xuống và ôm tay sau gáy để bảo vệ bản thân. Bảo vệ bụng bằng cách nằm ôm gối với tư thế bào thai, đầu gối co sát dưới cằm để không cho nó cắn họng. Ngoài ra, giả chết cũng là phương án khả thi. Ngay cả khi con gấu bắt đầu tấn công, nó có khả năng cố gắng vô hiệu hóa như một mối đe dọa vì sẽ không bao giờ vượt qua hoặc áp đảo nó, giả chết là cách tốt nhất tại thời điểm này. Ngay cả khi nó bỏ đi, đừng đứng dậy. Gấu được biết là sẽ nán lại theo dõi để chắc chắn rằng nạn nhân đã chết, vì vậy hãy nằm lại ít nhất 20 phút.
Gấu xám Bắc Mỹ đã trở thành một chủ đề của truyền thuyết đáng sợ trong những người định cư châu Âu của Bắc Mỹ. Tại Bắc Mỹ có câu chuyện Gấu già hai ngón, một con gấu xám Bắc Mỹ khắp Montana, bắt đầu vào năm 1898 khi một người khai thác mỏ đặt bẫy gấu gần mỏ của ông ta. Sáng hôm sau, bẫy bị mất và vết máu dẫn vào rừng. Lần theo vết máu và phát hiện một con gấu xám khổng lồ đang nằm im trong đám cây rừng. Nghĩ nó đã chết, người khai mỏ này bỏ cây súng trường của ông ta xuống và rút dao ra, để lóc da con gấu vì bộ lông rất có giá trị. Khi ông tới gần, con gấu tấn công bất thình lình, vồ ông ta đến chết.
Lát sau, một người bạn đến kiểm tra người khai mỏ và phát hiện cái bẫy và ba ngón chân gấu vẫn còn trong đó khi chúng bị nhai đứt do con gấu bướng bỉnh, để lại chỉ hai ngón trên một bàn chân của nó. Một tài xế xe lửa, trở thành nạn nhân tiếp theo của Gấu già hai ngón. Con gấu tình cờ tới trạm xe lửa và bắt đầu ăn thức ăn ở toa của Welsh. Con gấu giết chết Welsh trong khi các thành viên khác trong toa đốt những cây nến Roman để đuổi nó đi. Một nạn nhân nữa, Frenchy Duret, bắt con gấu trong bẫy và bắn nó. Hai Ngón chỉ đơn giản là cắn sợi dây xích giữ bẫy đúng chỗ và đánh Duret. Thân thể ông ta được phát hiện sau đó cùng ngày, bị nuốt mất một phần.

### Gấu đen

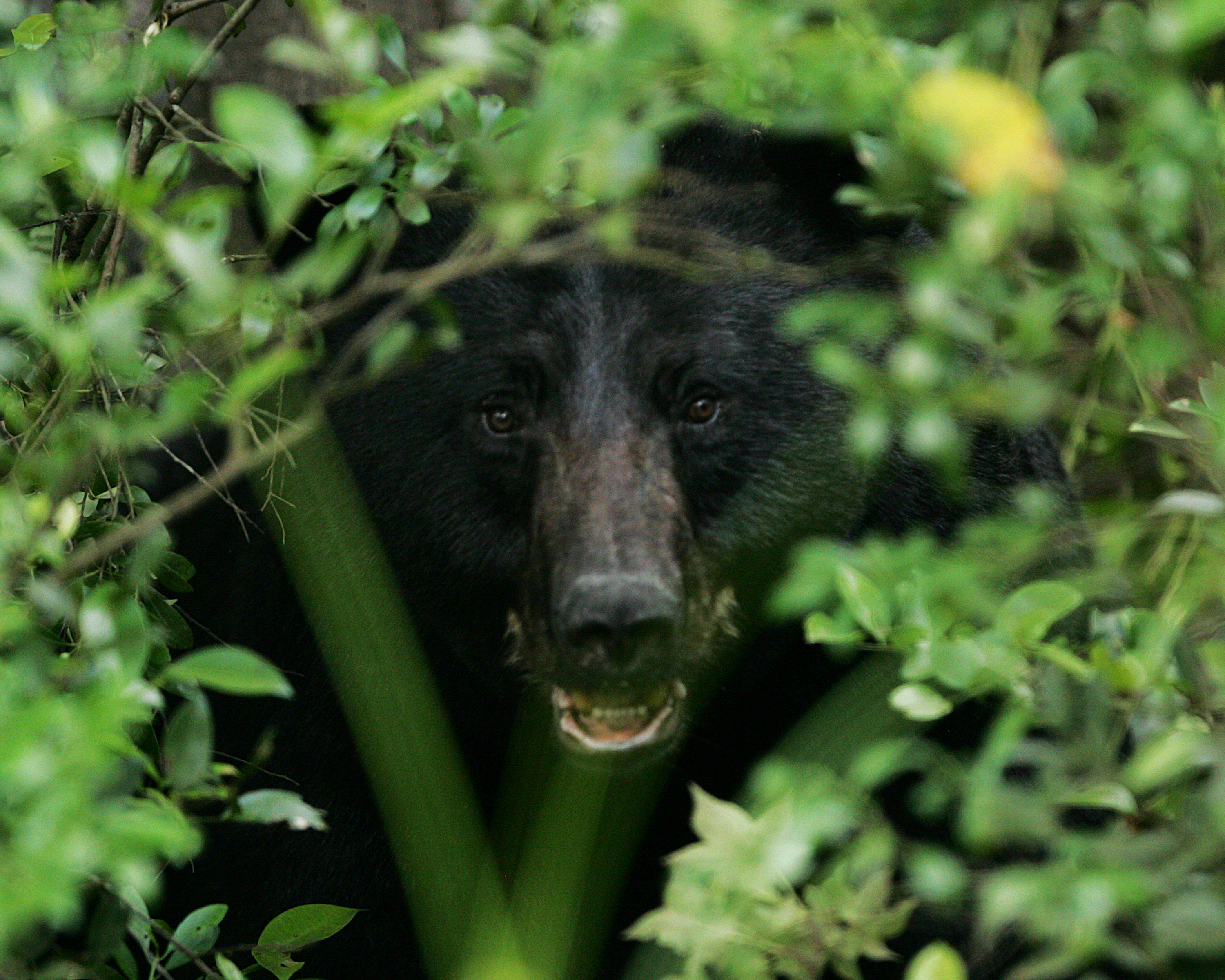
Một con gấu đen đang phục kích

Gấu đen hiếm khi được đánh giá là quá nguy hiểm. Gấu đen hiếm khi tấn công khi đối mặt với con người, và thường chủ yếu là gầm gừ dọa dẫm. Mặc dù một con gấu lớn là có khả năng giết chết người, gấu đen Mỹ thường tránh đối đầu với con người khi có thể. Không giống như gấu xám Bắc Mỹ, mà đã trở thành một chủ đề của truyền thuyết đáng sợ trong những người định cư châu Âu ở Bắc Mỹ, gấu đen hiếm khi bị đánh giá là quá nguy hiểm, mặc dù chúng sống ở những nơi có những người đầu tiên định cư. Gấu đen hiếm khi tấn công khi đối mặt với con người, và thường tự giới hạn mình với việc gầm gừ dọa dẫm, phát ra những tiềng ồn phì phò và đập mạnh vào mặt đất bằng bàn tay trước. Tuy nhiên, theo Stephen Herrero trong tác phẩm Gấu tấn công: Nguyên nhân và cách tránh, 23 người đã bị giết bởi gấu đen từ năm 1900 đến năm 1980. Số lượng các cuộc tấn công con gấu đen trên con người là cao hơn so với loài gấu nâu ở Bắc Mỹ, mặc dù điều này phần lớn là do số lượng loài gấu đen nhiều hơn đáng kể so với gấu nâu chứ không phải là hung hăng hơn.
So với các cuộc tấn công con gấu nâu, các cuộc đối đầu bạo lực với gấu đen hiếm khi dẫn đến chấn thương nghiêm trọng. Tuy nhiên, phần lớn các cuộc tấn công con gấu đen có xu hướng được thúc đẩy bởi cơn đói bụng chứ không phải là do tập tính lãnh thổ, và do đó nạn nhân có một xác suất sống sót qua các trận đánh lại hơn là chịu thua. Không giống như gấu nâu, gấu đen cái không biểu thị cùng một mức độ cho sự bảo vệ đàn con, và hiếm khi tấn công con người trong vùng lân cận của chúng. Những con gấu đen cái sẽ dữ tợn hơn để bảo vệ cho đàn con của chúng nhưng hiếm khi tấn công con người sẽ ở gần chúng. Tuy nhiên, đôi khi, cuộc tấn công của các con gấu mẹ để bảo vệ xảy ra. Sự cố tử vong tồi tệ nhất được ghi nhận xảy ra ở tháng 5 năm 1978, trong đó một con gấu đen giết chết ba thiếu niên trong khi ba anh chàng này đang câu cá ở Công viên Algonquin ở Canada. Một cuộc tấn công khi giải trí đặc biệt khác xảy ra vào tháng 8 năm 1997 tại Công viên Liard River Hot Springs Provincial ở Canada, khi một con gấu đen gầy tấn công một đứa trẻ và người mẹ, giết chết người mẹ cũng như một người đàn ông trưởng thành đã cố gắng can thiệp. Con gấu này đã bị bắn trong khi đang đánh một nạn nhân thứ tư. Đa số các cuộc tấn công có xu hướng xảy ra khi con gấu đen gặp bất ngờ. Vì điều này gấu đen thường được xem là nguy hiểm hơn so với gấu nâu. 

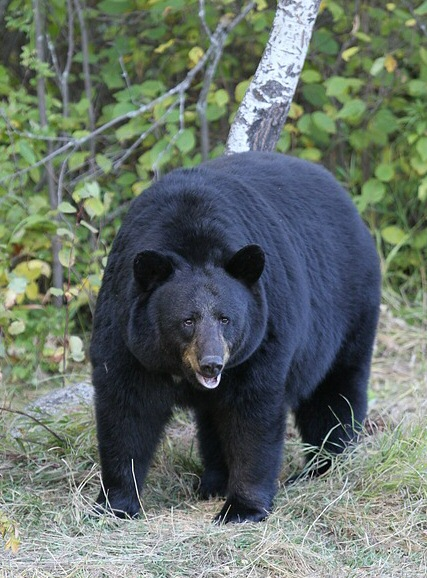
Một con gấu đen

Phần lớn các cuộc tấn công xảy ra ở các công viên quốc gia, thông thường gần khu trại, nơi những con gấu đã trở nên quen đến gần con người và thực phẩm bảo quản, đây là nơi nơi những con gấu đã trở thành thói quen dần tiếp xúc của con người và thực phẩm khi con người hay làm vương vãi các thực phẩm mình để lại. Có 1.028 tai nạn do gấu đen gây ra bạo lực đối với con người, 107 trong số đó dẫn đến chấn thương, đã được ghi lại từ 1964-1976 trong Vườn quốc gia Great Smoky Mountains, và xảy ra chủ yếu ở các điểm nóng du lịch, nơi mọi người thường xuyên ăn các đồ ăn mà gấu hay nhặt được. Trong hầu hết các trường hợp nơi mà rác hoặc đồ ăn phế thải trước đây đã thu hút gấu đen không còn, số lượng các cuộc đối đầu bạo lực với những con gấu đen đã giảm nhanh chóng theo thời gian. Tuy nhiên, trong trường hợp của cuộc tấn công trong công viên Liard River Hot Springs nói trên, con gấu tấn công được cho là trước đó gần như hoàn toàn phụ thuộc vào một bãi rác địa phương đã đóng cửa và đã bị đói do mất nguồn thức ăn. Những nỗ lực để di chuyển gấu đen thường không thành công, do gấu đen dường như có thể quay trở lại khu vực phân bố của mình thậm chí không có các dấu hiệu ngoại cảnh quen thuộc.
Thỉnh thoảng, các con vật nuôi, đặc biệt là chó, quấy rối gấu đen, và bị nó giết. Việc sử dụng chó để ngăn cản gấu trong các cuộc tấn công là không được khuyến cáo. Mặc dù những con chó lớn, hung dữ đôi khi có thể làm một con gấu bỏ chạy, nhưng nếu bị ép vào đường cùng, những con gấu giận dữ thường xuyên tấn công lại chó. Khi con gấu đuổi theo chó nuôi có khả năng đe dọa cho mạng sống của cả người và chó. Sự hạn chế của nguồn thực phẩm vào đầu mùa xuân và thiếu cây quả mọng và có hạt hoang dã trong những tháng mùa hè có thể là yếu tố chính để gấu đen thường xuyên kiếm ăn từ các nguồn thực phẩm thương mại dựa trên con người. Những con gấu thường xuyên ăn các cây trồng, đặc biệt là trong sự phàm ăn mùa thu khi thực phẩm tự nhiên khan hiếm. Cây trồng ưa chuộng của chúng bao gồm táo, yến mạch và ngô. Gấu đen có thể làm thiệt hại lớn ở một số vùng phía tây bắc Hoa Kỳ do việc bóc vỏ cây và ăn trên tầng phát sinh.
Việc sát hại động vật nuôi của gấu đen chủ yếu xảy ra vào mùa xuân. Mặc dù gấu đen có khả năng (và đôi khi đã thực hiện) việc săn bắt bò và ngựa trưởng thành, chúng có vẻ thích các con nhỏ hơn, những con mồi dễ dàng bị choáng ngợp hơn như cừu, dê, bê con và lợn. Chúng thường giết mồi bằng cách cắn cổ và vai, mặc dù chúng có thể bẻ gãy cổ hoặc lưng của con mồi với những cú tát từ bàn chân. Bằng chứng về một cuộc tấn công của gấu bao gồm dấu móng vuốt và thường được tìm thấy trên cổ, lưng, vai của các loài động vật lớn hơn. Giết quá số lượng cừu và dê là phổ biến. Gấu đen đã được biết đến là gây ra cảm giác lo sợ cho đàn gia súc trên vách đá, gây thương tích và tử vong cho nhiều loài động vật; mặc dù điều này là có cố ý hay không thì không được biết.
Năm 2009, bốn người Hồi giáo đang ẩn náu trong một hang động gần khu vực Kasmir thì gặp một con gấu đen to lớn. Mặc dù họ được trang bị súng trường AK-47 nhưng hai trong số người đàn ông đã thiệt mạng còn người thứ 3 bị thương. Không chỉ có thế vào tháng 5/2013, một vài con gấu đã tấn công một ngôi làng ở bang Orissa, giết chết tám người trước khi bị khống chế hoàn toàn.

### Gấu ngựa
Mặc dù động vật thường nhút nhát và thận trọng, gấu đen châu Á hay còn gọi là gấu ngựa tích cực tấn công con người hơn hơn so với gấu nâu lục Á-Âu. Gấu nâu hiếm khi tấn công con người cao trên tầm nhìn của chúng và thường tránh người. Tuy nhiên họ không thể đoán trước trong tính khí, và sẽ tấn công nếu họ bị kích động hay cảm thấy bị đe dọa. Trong một số khu vực của Ấn Độ và Miến Điện, gấu lười khiến người ta có nhiều lo sợ hơn hổ, do tính khí thất thường và không thể đoán trước của chúng.

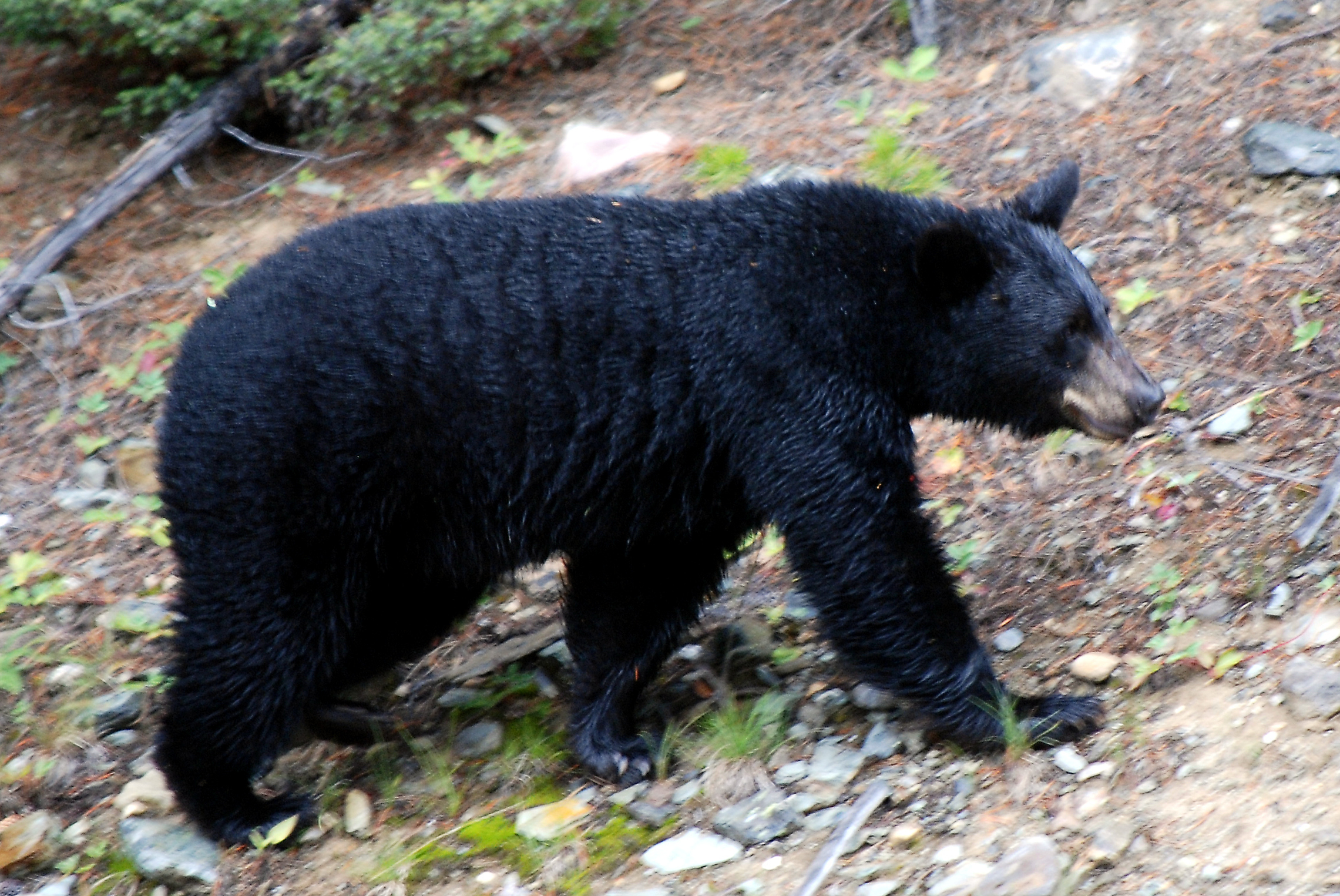
Gấu ngựa là động vật nguy hiểm dù nó ít tấn công con người

Gấu đen Himalaya là một động vật hoang dã, đôi khi tấn công ngườimà không có hành động khiêu khích và gây những vết thương khủng khiếp, nói chung chúng dùng đầu và mặt bằng móng vuốt do đó không phải là chuyện lạ khi nhìn thấy những người đàn ông bị xé xác một số có da đầu bị rách từ đầu, và nhiều vận động viên đã bị giết bởi những con gấu này. Khi tấn công con người, gấu đen sẽ đứng lên trên hai chân sau và đập nạn nhân hơn với bàn chân trước của chúng. Sau đó họ thực hiện một hoặc hai vết cắn trên một cánh tay hoặc chân và kết thúc với một cú táp vào đầu, đây là phần nguy hiểm nhất của cuộc tấn công.
Ở Ấn Độ, các cuộc tấn công vào con người đã gia tăng hàng năm và đã xảy ra chủ yếu ở khu vực Himalaya phía tây bắc và phía tây. Ở quận Chamba của Himachal Pradesh, số lượng các cuộc tấn công của con gấu đen trên con người đã dần dần tăng lên từ 10 đến 21 trong những năm 1988-1989 trong năm 1991-1992. Cuộc tấn công con gấu gần đây đối với con người đã được báo cáo từ Junbesi và Vườn Quốc gia Langtang ở Nepal, và xảy ra trong làng cũng như trong khu rừng xung quanh. Chín người đã bị giết bởi gấu đen ở Nhật Bản giữa 1979-1989 và gần đây hơn, vào tháng 9 năm 2009 đã có báo cáo rằng một con gấu đen tấn công một nhóm khách du lịch, bị thương nặng bốn người trong khi họ đang chờ đợi tại một trạm xe buýt trong xây dựng lên khu vực của Takayama, Gifu ở miền trung Nhật Bản.

### Gấu lợn
Ở Ấn Độ, thì có con gấu lợn Mysore, tương đối nhỏ nhưng rất hung tợn chỉ sống ở bán lục địa Ấn Độ. Vì những lý do chưa được biết tới, một con gấu lợn đã tấn công ít nhất 36 người, giết chết 12 người. Một số nạn nhân của nó bị ăn một phần và mặt bị xé rách từ sọ đầu. Những người sống sót cũng không tốt hơn, vì mắt và mũi đều bị mất. Con gấu sau bị Kenneth Anderson giết bằng một phát súng vào giữa ngực. Mới đây nhất là vụ gấu tấn công người ở Tamil Nadu (Ấn Độ) khi anh này vừa cứu con vật ra khỏi giếng. Hai nhân viên bảo vệ rừng dùng lưới cứu con gấu nhưng Vừa lên khỏi mặt giếng, gấu lao vào cắn ân nhân.

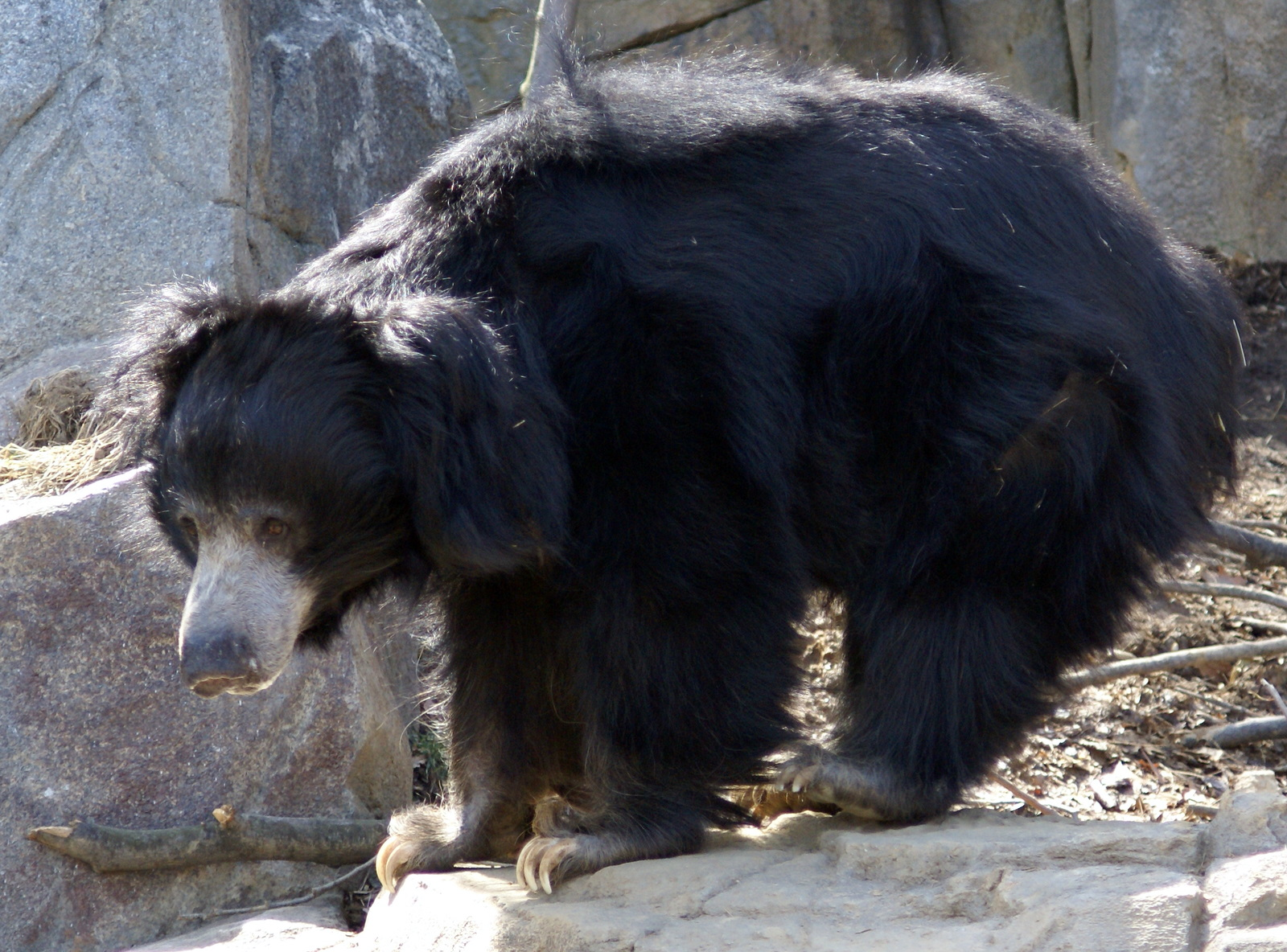
Một con gấu lợn

## Một số vụ việc

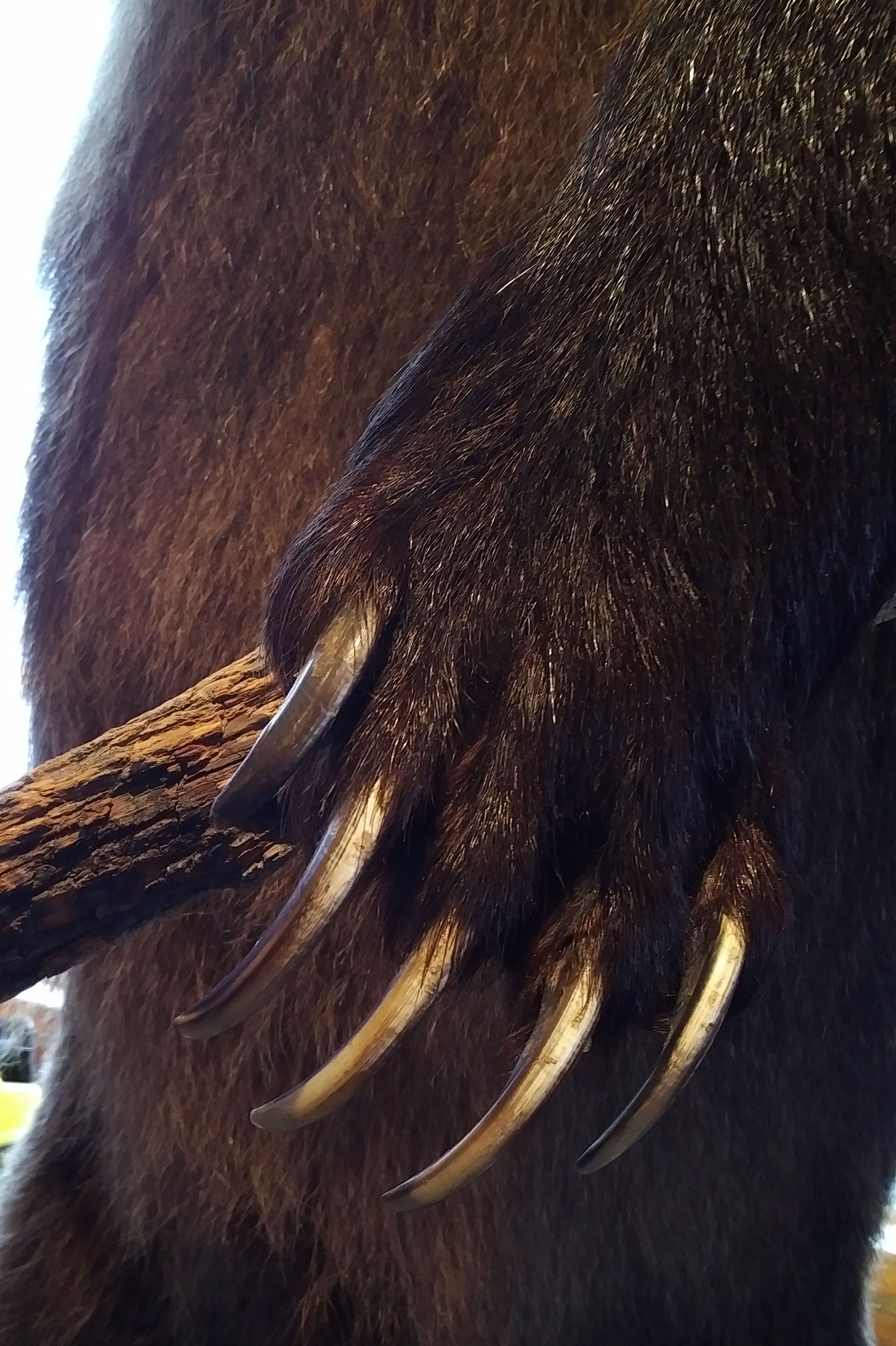
Móng vuốt của gấu xám dài hơn gấu đen Bắc Mỹ và thích nghi với việc đào bới

- Năm 2006, vụ một bé gái bị gấu cắn nát tay, bé gái 6 tuổi theo cha vào một bệnh viện ở Dĩ An (Bình Dương) thăm mẹ bị chấn thương sọ não, đã đến chuồng gấu xem và bị một con vồ cắn làm gãy xương cánh tay. Trong lúc chơi ngoài sân, bé đến chuồng gấu xem và bị một con vồ cắn làm gãy 3 xương cánh tay, dập nát cơ, đứt dây thần kinh giữa.[13]
- Tháng 8 năm 2012 tại tại Công viên Quốc gia Denali, bang Alaska, Mỹ có vụ gấu xám đực trưởng thành với thân hình khổng lồ và những móng vuốt sắc nhọn đã tấn công và ăn thịt người trong công viên. Con gấu xám bất ngờ nổi điên, lao vào tấn công một nhiếp ảnh gia khi ông này đang tác nghiệp.Sau khi tấn công và giết chết nạn nhân, con gấu hoang dã xé nát thi thể ông và ăn thịt.[14]
- Tháng 6 năm 2013 tại Fairbanks, bang Alaska nước Mỹ, xảy ra vụ gấu đen tấn công, giết người kinh hoàng. Nạn nhân đã bị đã bị một con gấu đực quật chết, nó là một con gấu già, khi tấn công người, con gấu không trong tình trạng đói khát. Các thành viên trong gia đình nạn nhân đã tận mắt chứng kiến cái chết kinh hoàng của người thân khi họ trú ẩn trong cabin ô tô và gọi điện cầu cứu cơ quan chức năng. Việc gấu tấn công con người không phải là hiện tượng phổ biến ở Alaska. Suốt 61 năm qua, chỉ có bốn người bị gấu giết chết tại bang này của nước Mỹ.[15]
- Vào ngày 10 tháng 9 năm 2013, vụ bé trai 5 tuổi bị gấu ăn mất hai cánh tay ở Phú Thọ. Đây là trường hợp của bé trai 5 tuổi ở Phú Thọ thương tâm hơn khi bị gấu cắn đứt lìa hai tay. Sự việc xảy ra khi bé sang nhà bác chơi và đến lồng nuôi gấu đưa tay vào trong và lại gần cho gấu ăn, liền bị con thú cắn đứt lìa hai tay.[16]
- Tháng 12 năm 2013, tại bang Florida Mỹ, bà Susan Chalfant, 54 tuổi, đã bị thương nặng ở đầu sau khi bị một con gấu đen tấn công trong lúc đi dạo cùng chú chó. Đây được cho là cuộc tấn công người bởi gấu tồi tệ nhất ở Florida. Nhà chức trách cho biết gấu đen rất hiếm khi tấn công người và hầu hết chỉ xảy ra khi gấu mẹ cảm thấy con mình gặp nguy hiểm.[17]
- Tháng 1 năm 2014, 2 du khách người Scotland đã bị một con gấu tấn công trong khi đi nghỉ ở bang California.[17]
- Vào ngày 28 tháng 4 năm 2014, bé trai 28 tháng tuổi ở Quảng Ninh khi chạy vui chơi trong vườn nhà đã đến chuồng nuôi nhốt gấu và thò tay vào trong. Bé bị con gấu vồ đứt lìa cẳng tay trái.[16]
- Tháng 10 năm 2014, vụ cậu bé 9 tuổi bị gấu tấn công, cắn đứt tay trong vườn thú ở ở thành phố Bình Đỉnh Sơn, tỉnh Hà Nam, Trung Quốc. Trong khi đợi ông nội đi mua kẹo, cậu bé dại dột trên đã cố tiến vào gần chuồng gấu. Con gấu hung dữ đã tóm lấy cánh tay cậu bé. Sau 10 phút vật lộn và gào thét, cậu bé đã bị con gấu cắn đứt cánh tay phải. cánh tay bị đứt của cậu bé đã hoại tử và không thể nối lại.[18]
- Tháng 11 năm 2014, Vụ bị gấu tấn công đến chết vì cố chụp ảnh tại bang New Jersey – Mỹ. Một thanh niên bị gấu đen lớn, nặng ước tính khoảng 136 kg quật chết sau khi anh chàng cố gắng chụp ảnh con vật trong khu bảo tồn. Khi bắt gặp một con gấu nạn nhân, rút điện thoại di động ra chụp hình con vật, khi nó còn cách khoảng 30 m. Anh này không tỏ ra sợ hãi khi con gấu tiến lại gần mình và vẫn vô tư chụp ảnh. Khi con gấu tiến gần họ, mọi người bỏ chạy nhưng con gấu đã bắt được nạn nhân. Con gấu đã bị cảnh sát bắn chết sau đó. Khám nghiệm tử thi cho thấy nạn nhân đã bị con vật ăn một phần cơ thể và quần áo, điện thoại cũng in hình một vết răng con vật, đây là trường hợp đầu tiên bị gấu quật chết ở bang New Jersey.[19][20]
- Tháng 12 năm 2014, tại bang Florida thuộc Mỹ xảy ra vụ một phụ nữ may mắn sống sót sau khi bị năm con gấu tấn công. Nữ nạn nhân bước vào sân thì phát hiện năm con gấu đang lục lọi thùng rác trong garage gia đình. Đàn gấu nhanh chóng nhào đến tấn công bà và kéo bà vào rừng nhưng may mắn bà đã trốn thoát được. năm con gấu có kích cỡ khác nhau tấn công bà có thể là một gia đình. Đáng chú ý là vào thời điểm này trong năm, gấu thường có xu hướng tìm thức ăn.[17]
- Vào tháng 1 năm 2015, vụ bé trai 3 tuổi ở Sài Gòn bị gấu cắn đứt cánh tay trong lúc vui chơi cạnh chuồng gấu nuôi. Con gấu này nặng hơn 100 kg nuôi trong lồng sắt của vườn nhà này đã hơn 3 năm. Nhân chứng cho biết, chạy tới thì thấy bé trai 3 tuổi bị con gấu nuôi trong chuồng gặm cánh tay, con gấu lồng lộn, ngoặm cánh tay bé trai lôi vào trong khiến đầu cậu bé bị kẹt vào thanh sắt của lồng, một người đàn ông lao vào ôm bụng bé kéo mạnh ra thì cánh tay bị đứt. Những người ở lại phải chích điện cho con gấu chết để tìm phần tay của bé trai trong miệng con vật.[21][22] Cuối cùng theo kết luận thì không thể nối cánh tay bé trai 3 tuổi bị gấu cắn.[23]

## Trong lịch sử
Một số vụ việc có thể kể đến như tại Bắc Mỹ có câu chuyện Gấu già hai ngón, một con gấu xám Bắc Mỹ khắp Montana, bắt đầu vào năm 1898 khi một người khai thác mỏ đặt bẫy gấu gần mỏ của ông ta. Sáng hôm sau, bẫy bị mất và vết máu dẫn vào rừng. Lần theo vết máu và phát hiện một con gấu xám khổng lồ đang nằm im trong đám cây rừng. Nghĩ nó đã chết, khi ông tới gần, con gấu tấn công bất thình lình, vồ ông ta đến chết. Một tài xế xe lửa, trở thành nạn nhân tiếp theo của Gấu già hai ngón, con gấu tình cờ tới trạm xe lửa và bắt đầu ăn thức ăn ở toa của Welsh. Con gấu giết chết Welsh trong khi các thành viên khác trong toa đốt những cây nến Roman để đuổi nó đi. Một nạn nhân nữa, Frenchy Duret, bắt con gấu trong bẫy và bắn nó. Hai Ngón chỉ đơn giản là cắn sợi dây xích giữ bẫy đúng chỗ và đánh Duret.
Ở Ấn Độ, thì có con gấu lợn Mysore, tương đối nhỏ nhưng rất hung tợn chỉ sống ở bán lục địa Ấn Độ. Vì những lý do chưa được biết tới, một con gấu lợn đã tấn công ít nhất 36 người, giết chết 12 người. Một số nạn nhân của nó bị ăn một phần và mặt bị xé rách từ sọ đầu. Những người sống sót cũng không tốt hơn, vì mắt và mũi đều bị mất. Con gấu sau bị Kenneth Anderson giết bằng một phát súng vào giữa ngực.
Con Gấu quỷ Kesagake ở làng Sankebetsu, Hokkaido (Nhật Bản) vào năm 1915 thường tới làng Sankebetsu để ăn trộm ngô, gây nhiều phiền toái nên từng bị người dân bắn thương. Kesagake xuất hiện trở lại để trả thù. Nó xông vào ngôi nhà của vợ chồng nông dân Ota trong lúc chỉ có người vợ và đứa con nhỏ ở nhà và tàn sát gia đình. 30 người đàn ông vào rừng săn tìm Kesagake và bắn trọng thương nó nhưng sau đó, nó tấn công vào ngôi nhà của nông dân Miyoke. Tất cả mọi người trong gia đình đều bị phanh thây, bao gồm hai trẻ em và một phụ nữ mang thai. Chỉ trong 2 ngày, 6 mạng người đã bị Kesagake giết và một số người trong đoàn săn gấu đã bị con ác thú đẩy xuống sông làm cho chết đuối, một số khác chịu những vết thương nặng và cũng lìa đời sau đó ít ngày.

## Trên phim ảnh
Gấu có ngoại hình to lớn và trong các bộ phim kinh dị về loài động vật này thật sự khiến người ta phải kinh sợ khi có điểm chung là những màn xé xác đối tượng thành nhiều mảnh hoặc các nhân vật bị gấu tấn công, hành hạ một cách đầy dày vò và thô bạo, điểm chung là những con gấu tấn công người trong phim này phần lớn là những con gấu xám (Grizzly):
- Grizzly Park (Công viên gấu xám): Một bộ phim kinh dị của Mỹ năm 2008, phim bắt đầu bằng câu chuyện tám thanh niên trẻ cả nam lẫn nữ được cử đến làm dịch vụ cộng đồng tại Grizzly Park (Công viên Gấu), thực chất những người này là kẻ phạm tội đang phải chịu nghĩa vụ cải tạo. Ở Công viên đó, họ không chỉ bị săn đuổi bởi một kẻ giết người hàng loạt vượt ngục truy sát mà còn phải chiến đấu với rất nhiều thú dữ trong rừng, trong đó có một con gấu xám to lớn hay tấn công bất ngờ.
- Into the Grizzly Maze (Mê cung gấu xám) hay còn gọi là Grizzly 2014: Bộ phim nói về hai anh em ở xa nhau họp mặt ở quê nhà thời thơ ấu vùng Alaska để tổ chức chuyến dã ngoại vài ngày. Chuyến đi của họ bị biến thành cuộc đi săn của một con gấu xám khổng lồ hung dữ. Nhóm người này đã lọt vào lãnh địa của con Vua gấu khổng lồ này và phải tìm cách sinh tồn.
- Grizzly Rage là một bộ phim kinh dị truyền hình của Canada công chiếu vào năm 2007 do RHI Entertainment sản xuất, được công chiếu lần đầu trên kênh video. Phim được phát sóng tại Hoa Kỳ trên kênh Sci Fi vì được sản xuất theo thỏa thuận với Syfy. Với sự tham gia của 4 diễn viên, bộ phim tập trung vào một nhóm thanh thiếu niên đấu tranh để tồn tại trong một khu rừng bị vây bọc trong khi một con gấu xám giận dữ săn đuổi họ không ngừng để trả thù vì đã giết chết đàn con của nó.

Grizzly Rage phá vỡ khuôn mẫu tiêu chuẩn cho nhiều bộ phim kinh dị của Syfy trong đó con gấu hung thủ là một con gấu xám bình thường chứ không phải là một con vật đột biến hoặc biến đổi gen. Tuy nhiên, chú gấu và các diễn viên không bao giờ xuất hiện cùng nhau trong cùng một khung hình, thay vào đó, một người mặc bộ đồ gấu sẽ đảm nhận vai gấu khi các diễn viên phải diễn cảnh với nó. Các nhà phê bình chỉ trích bộ phim, cho rằng cốt truyện, kịch bản, nhân vật và các hiệu ứng đặc biệt của nó không đạt tiêu chuẩn.
- Bear (2010) bộ phim Mỹ công chiếu năm 2010: Bộ phim xoay quanh bốn người trở thành mục tiêu của một con gấu xám cực kỳ hung dữ và phẫn nộ. Khi gặp một con gấu cái, Sam tự mình giải quyết vấn đề và dùng súng lục bắn hạ con gấu. Sau khi con gấu này chết, cả nhóm bị một con gấu đực tấn công họ để trả thù, trong cơn thịnh nộ nó lật ngược chiếc xe nhốt họ bên trong. Sau đó con gấu rời đi cả đoàn quay lại chiếc xe tải nhỏ, nhưng khi họ bắt đầu lái xe nhưng lại bị trục trặc, con gấu tiếp tục săn đuổi.

Nick bắt đầu nghĩ rằng con gấu đang trả thù từng người một do truyền thuyết của người Mỹ bản địa rằng gấu thực sự là linh hồn tái sinh của Shaman và có khả năng suy nghĩ và cảm xúc của con người. Trong tình huống con gấu rình rập và tấn công, khi Nick sắp chết, Sam trao cho Liz một nụ hôn tạm biệt và cố gắng tấn công con gấu bằng một cây gậy, nhưng cũng bị nó giết. Con gấu sau đó tới gần Liz, cô quỳ xuống khi con gấu đánh hơi cô, cô nhắm mắt sẵn sàng chết. Nhưng con gấu tha mạng để cô ấy một mình, có khả năng đã cảm nhận được việc mang thai của cô ấy như truyền thuyết Shaman.
- Backcountry (Vùng hẻo lánh) hay còn có tên là Lạc vào rừng sâu năm 2014: Một bộ phim điện ảnh tâm lý do Mỹ sản xuất kể về hành trình tìm đường sống sót của cặp đôi Jenn và Brad sau khi chuyến đi phượt của họ trở thành nỗi ác mộng khi một con gấu đen khổng lồ quyết truy sát cả hai. Phim bắt đầu với cảnh một cặp đôi quyết định đi cắm trại vào ngày nghỉ của mình trong rừng cùng với đó là màn cầu hôn mà anh chàng muốn làm cho người yêu mình bất ngờ trong chuyến cắm trại đầu tiên trong đời của cô ấy, nhưng không ngờ họ lại bị lạc và đã đi vào lãnh thổ của dòng gấu đen hung dữ.
- The Edge (1997) tạm dịch Giới hạn cuộc sống, phim nói về chuyến đi của nhà tỷ phú Charles Morse và cô vợ người mẫu Mickey đến Alaska để chụp ảnh. Cả đoàn chỉ có 4 người là 2 vợ chồng Charles và thợ chụp ảnh Robert Green cùng thư ký của anh ta là Stephen. Mọi chuyện bắt đầu phức tạp khi chiếc máy bay nổ tung trên hồ, cả 4 người bắt đầu phải nghĩ cách sống sót giữa Alaska lạnh giá mù tuyết. Stephen là người bỏ mạng đầu tiên vì một con gấu hoang, sau đó lần lượt nội bộ xích mích khi Charles nghi ngờ Robert định giết mình đề thực hiện chuyện yêu đương của hắn ta với Mickey.
- Người về từ cõi chết (2015) tựa gốc the Revenant, phim có cảnh nhân vật chính (Leonardo DiCaprio trong vai Glass) đã gặp một con gấu mẹ lông xám khổng lồ và đàn con của nó và nó đã tấn công nhân vật chính một cách tàn bạo vùi dập nhưng sau vẫn thoát khỏi.
- Grizzly Man (Bi kịch hoang dã) là bộ phim tài liệu kể về cuộc đời và cái chết của Timothy Treadwell là một người có niềm đam mê mãnh liệt với những chú gấu xám Bắc Mỹ. Bộ phim đi lần theo từng bước chân của ông trong suốt chặng đường dài ông sống và tiếp xúc với loài gấu hung tợn này trước khi bản thân mình và bạn gái bị chính những con gấu giết chết và ăn thịt vào năm 2003.
- Prophecy (1979) là bộ phim về quái vật tạo ra từ ô nhiễm nguồn nước khi một nhà máy giấy ở vùng núi Maine đã gây ảnh hưởng nghiêm trọng đến môi trường khi xả chất thải xuống nước, gây ngộ độc cá. Những loài cá chứa độc này đã tạo nên một con gấu biến dạng khổng lồ và khát máu, quái vật gấu khổng lồ có ngoại hình vô cùng đáng sợ do đột biến gen. Dù phim còn nhận nhiều ý kiến về nội dung, diễn biến nhưng thông điệp bảo vệ môi trường được truyền tải rất rõ ràng về những hậu quả của ô nhiễm môi trường như tạo ra quái vật đột biến gen hay thảm hoa diệt vong được lột tả đầy rùng rợn[24].